# ليستر سنكلير
ليستر سنكلير هو مقدم تلفزيوني كندي، ولد في 9 يناير 1921، وتوفي في 16 أكتوبر 2006 بسبب انصمام رئوي.

## وصلات خارجية
- ليستر سنكلير على موقع IMDb (الإنجليزية)
- ليستر سنكلير على موقع ميوزك برينز (الإنجليزية)
- ليستر سنكلير على موقع أول ميوزيك (الإنجليزية)
- ليستر سنكلير على موقع ديسكوغز (الإنجليزية)
- ليستر سنكلير على موقع قاعدة بيانات الفيلم (الإنجليزية)